# Kasteel De Bocht

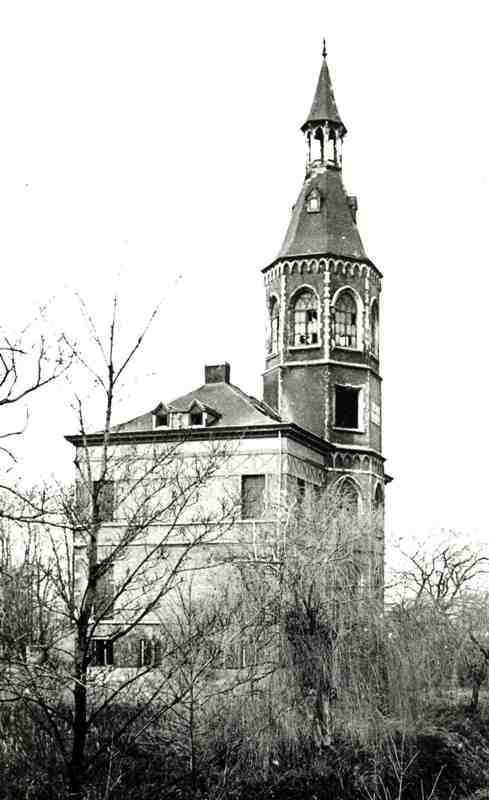
Kasteel De Bocht

Het Kasteel De Bocht is een kasteel in de tot de Antwerpse gemeente Willebroek behorende plaats Heindonk, gelegen aan de Grote Bergen 52.

## Geschiedenis
In de 17e eeuw lagen hier twee omgrachte hoeven. Verder zou het een jachtpaviljoen geweest zijn van de graven van Horne. In 1698 werd het vermeld als speelhuis (buitenverblijf) en vervallen kasteel. Dit kasteel werd in 1812 afgebroken en daarvoor in de plaats werd een classicistisch kasteel gebouwd in opdracht van de familie De Meester-De Betzenbroek. Bewoner Jan Frans de Meester de Bocht was van 1818-1881 burgemeester van Heindonk. Omstreeks 1855 werd een neogotische toren aangebouwd, waarvoor materiaal van de oude kerk van Boom werd gebruikt.
In 1941 werd het kasteel door de familie De Meester verkocht aan Clement De Rooster en deze bouwde onder meer een erker aan het kasteel. Hij had zijn rijkdom echter aan collaboratie met de bezetter te danken en als gevolg werd het kasteel na de bevrijding onteigend en verbeurd verklaard.
In 1960 werd het kasteeldomein eigendom van het Ministerie van Openbare Werken. Het kasteel kwam leeg te staan en raakte in verval. Het vier hectare grote domein werd in de jaren '70 van de 20e eeuw gebruikt voor zandwinning ten behoeve van de aanleg van de E19. Hierbij ontstond de vijver de Bocht en het watersportgebied Hazewinkel.
In 1994 werd het kasteeltje openbaar verkocht en de nieuwe eigenaars lieten het restaureren. Het bijna drie ton zware torentje werd daartoe van het dak gehaald en is in 2009 weer teruggeplaatst.

## Gebouw
Het Kasteel De Bocht is een omgracht kasteel met een rechthoekige plattegrond, gelegen nabij de Rupel. Aan de kant van de rivier bevindt zich het achtkante torentje.